# Dioxid de uraniu

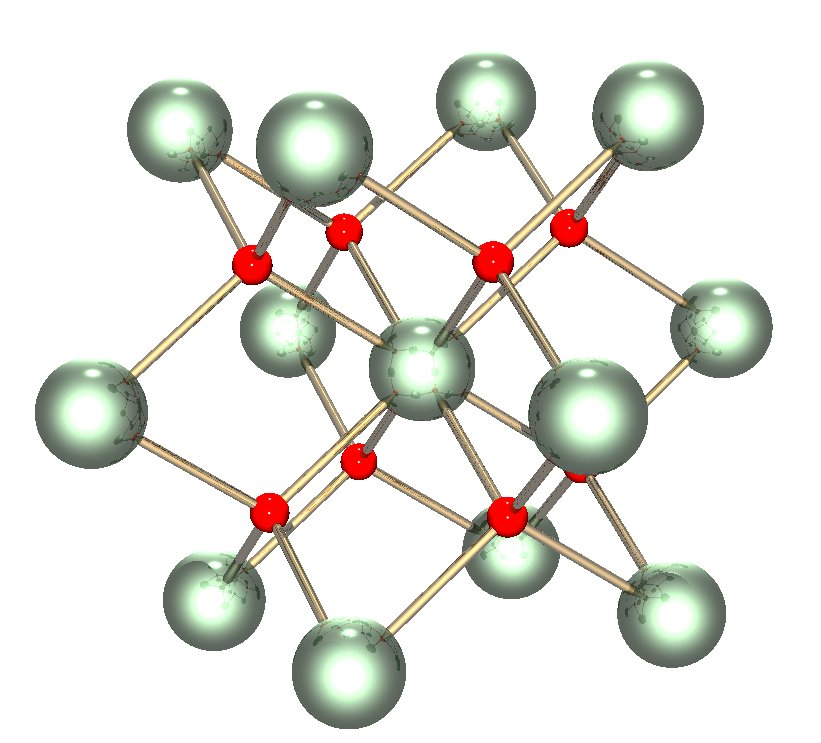
Structura chimică

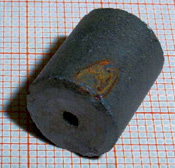
Pastilă de dioxid de uraniu, utilizată drept combustibil nuclear

Dioxidul de uraniu (UO2) este o substanță chimică radioactivă, cu aspectul unui praf brun-negricios și cristalin, găsită în general în minereul uraninit. Acest oxid este folosit drept combustibil în reactori nucleari. Înainte de 1960, era utilizat drept pigment galben sau negru în fabricarea sticlei și ceramicii colorate.

## Obținerea
Se poate obține prin reacția:
UO3 + H2 → UO2 + H2O la temperatura de 700 °C (970 K)
Însă în vederea obținerii dioxidului de uraniu în cantitățile necesare pentru producerea de curent electric în cadrul unei centrale nucleare, se folosește hexafluorură de uraniu (UF6). Sunt posibile mai multe reacții, una fiind:
UF6 + 2H2O + H2 → UO2 + 6HF
Această metodă are avantajul că nu creează produși secundari cu conținut de uraniu, care ar impune măsuri de siguranță și costuri suplimentare.

## Toxicitate
Prin radioactivitatea sa, dioxidul de uraniu este foarte toxic, atât pentru om cât și pentru mediul înconjurător. Este cunoscut a fi absorbit la nivelul plămânilor prin fagocitoză.